# Yinping, Chongqing
Yinping (kinesiska: 荫平) är en köping i sydvästra Kina. Den ligger i stadsdistriktet Liangping i storstadsområdet Chongqing,  omkring 150 kilometer nordost om det centrala stadsdistriktet Yuzhong. Antalet invånare är 18 574. Befolkningen består av 9 025 kvinnor och 9 549 män. Barn under 15 år utgör 20,0 %, vuxna 15-64 år 67 %, och äldre över 65 år 12,0 %.